# Миус (Луганская область)
Миус (укр. Міус) — посёлок, относится к Попаснянскому району Луганской области Украины. С февраля 2015 года контролируется самопровозглашённой Луганской Народной республикой.

## География
В юго-восточных окрестностях посёлка находится исток реки под названием Миус. К югу от посёлка проходит граница между Луганской и Донецкой областями. Соседние населённые пункты: посёлки Круглик и Чернухино на северо-западе, Центральный и Софиевка на севере, Городище на северо-востоке, Фащевка на юго-востоке; в Донецкой области посёлки Редкодуб (Шахтёрского района), Редкодуб (Бахмутского района) на юго-западе, село Круглик на юге.

## Население
Население по переписи 2001 года составляло 139 человек.

## История
До 7 октября 2014 года был в составе Перевальского района Луганской области.
Переведен в Попаснянский район после того, как в ходе конфликта на юго-востоке Украины украинские войска вытеснили из населённого пункта вооружённые формирования ЛНР.
С февраля 2015 года вновь под контролем самопровозглашённой Луганской Народной Республики.

## Местный совет
94340, Луганская обл., Попаснянский район, пгт Чернухино, ул. Ленина, 285.